# Plungerpumpe

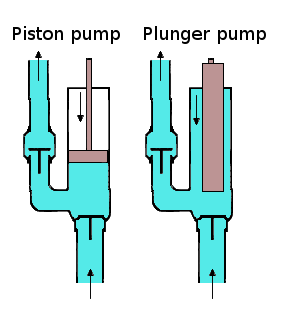
Kolbenpumpe und Plungerpumpe

Pumpe mit Plungerkolben

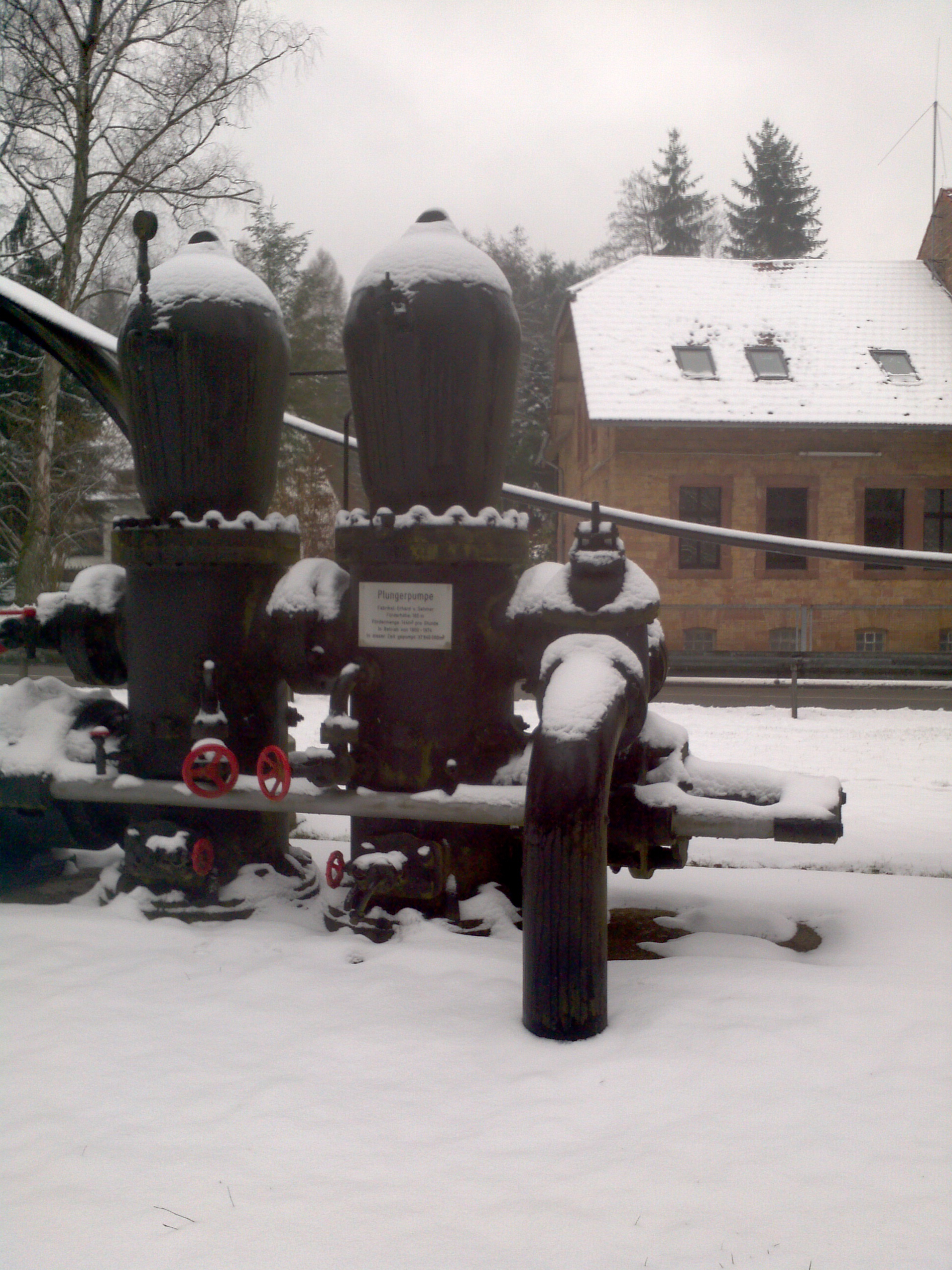
Plungerpumpenanlage mit Windkesseln am Wasserwerk Spiesermühltal

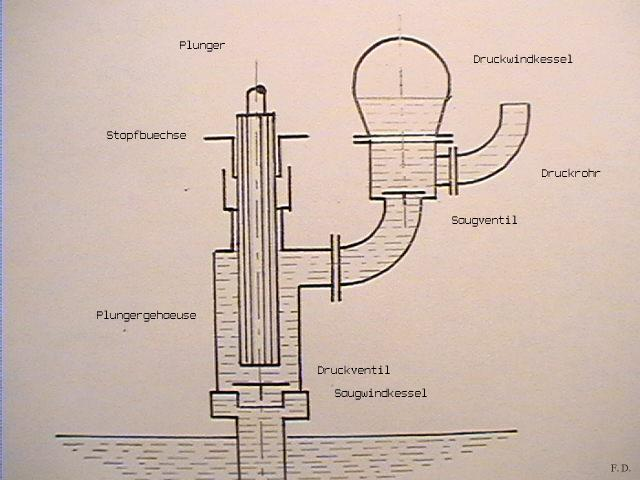
Plungerpumpe, einfachwirkend

Eine Plungerpumpe (Tauchkolbenpumpe) ist eine Kolbenpumpe mit Plungerkolben, welche dem Transport von Flüssigkeiten dient. Die Bezeichnung Plunger entstammt dem Englischen, wo sie u. a. Taucher/Tauchkolben, Kolben/Kolbenstange, Stößel, Ventilkolben bedeutet. 
Anstelle eines Kolbens, der sich abgedichtet entlang der Zylinderwand bewegt, stellt bei einer Plungerpumpe die Kolbenstange selbst den Kolben dar. Dabei kann die Kolbenstange auch Verdickungen aufweisen, die allerdings nicht bis zur Zylinderwand reichen. Durch Eintauchen der Kolbenstange (des Plungers) in den Arbeitsraum erfolgt eine Verdrängung des Volumens genau wie bei anderen Kolben, die außen eine Dichtung haben, die an der Zylinderwand gleitet. Im Unterschied dazu ist der zylindrische Plungerkolben über eine feststehende Stopfbuchse abgedichtet, in der der Plunger gleitet. Der Arbeitsraum, in dem der einfahrende Kolben die Flüssigkeit durch sein eigenes Volumen verdrängt, muss nur Platz für ihn bieten, kann aber sonst eine beliebige Form haben und etwa mit einem Windkessel integriert sein.
Plungerpumpen gibt es einfach- und doppeltwirkend (zwischen zwei Kammern pendelnd) sowie als Differentialpumpe, bei der der Plunger zwei unterschiedliche Durchmesser hat.

## Funktionsweise
Durch die Aufwärtsbewegung des Plungers öffnet sich aufgrund der Saugwirkung das Saugventil und Flüssigkeit gelangt in den Pumpenraum. Bei der Abwärtsbewegung schließt sich das Saugventil durch sein Eigengewicht und das Druckventil öffnet sich, wobei Flüssigkeit in das Druckrohr gedrückt wird. 
Ein Problem dabei ist der stoßweise Flüssigkeitsstrom, der zu Schlägen in der Leitung führen kann. Durch den Druckwindkessel wird dieser in ein gleichmäßigeres Strömen umgewandelt, die eingeschlossene Luft wirkt dabei wie ein Stoßdämpfer auf die Flüssigkeitssäule. Der Saugwindkessel trägt ebenfalls zu einem gleichmäßigen Strömen der Flüssigkeit bei. 
Soll mehr Flüssigkeit gefördert werden oder der Flüssigkeitsstrom noch gleichmäßiger sein, werden mehrere Plunger im Verbund verwendet. Hierbei speisen mehrere einzelne Plungerpumpen dasselbe Druckrohr. 
Meist werden die einzelnen Plunger über Pleuel und Kreuzköpfe von einer gemeinsamen Kurbelwelle angetrieben. Die Winkelpositionen auf der Kurbelwelle sind gleichmäßig verteilt, sodass die Druckspitzen zeitlich versetzt erreicht werden; dies führt zu einem gleichmäßigeren Druck im Druckrohr. Die Anzahl der Plunger in einer Pumpe variiert je nach Bauform. Bei hydraulisch angetriebenen Plungerpumpen sind es meist zwei. Bei einem Antrieb über eine Kurbelwelle ist es immer eine ungerade Anzahl um eine Überlagerung der Lastspitzen in den Umkehrpunkten zu vermeiden. In der Praxis sind es drei, fünf oder sieben.

## Sonstige Anwendung des Plungers
Plunger wurden früher als Kolben in Verbrennungsmotoren, bei denen die Abdichtung in der Zylinderwand sitzt, eingesetzt. Man bezeichnet einen Plunger deshalb auch als Kolben ohne Kolbenring.
Richard Trevithick verwendete gewaltige Plungerkolben in seinen frühen Hochdruckdampfmaschinen, da sich die Abdichtung eines normalen Arbeitskolbens bei erhöhtem Betriebsdruck zuerst als praktisch unmöglich erwiesen hatte.
Fortschritte im Maschinenbau ermöglichten etwas später wieder die Verwendung normaler Kolben bei gleichen und sogar noch höheren Drücken.